# Тодор Дієв
Тодор Дієв (болг. Тодор Диев, 28 вересня 1934, Пловдив — 6 січня 1995, Пловдив) — болгарський футболіст, що грав на позиції нападника.
Найбільш відомий виступами за клуб «Спартак» (Пловдив), у складі якого вважається одним з найкращих гравців за всю історію. Його іменем названо клубний стадіон пловдивського клубу. Триразовий володар титулу найкращого бомбардира болгарської футбольної першості.
Виступав за національну збірну Болгарії, зокрема був учасником чемпіонату світу 1962 року.

## Клубна кар'єра
У дорослому футболі дебютував 1950 року виступами за команду клубу «Спартак» (Пловдив), в якому провів два сезони. Протягом 1952–1953 років грав за софійський «Спартак», після чого повернувся до пловдивських спартаківців.
Після повернення до Пловдива найбільш яскраво розкрився як один з найкращих нападників країни. 1955 року уперше став найкращим бомбардиром чемпіонату, для чого йому вистачило 13 голів. Згодом здобував цей титул ще двічі — в сезоні 1961/62 (23 голи) та сезоні 1962/63 (26 голи). В останньому з цих сезонів його бомбардирський здобуток був багато в чому визначальним для здобуття пловдивською командою першого й останнього в її історії титулу чемпіонів Болгарії.
Завершив ігрову кар'єру 1966 року, забивши на той момент у вищому болгарському дивізіоні 146 голів у 308 матчах (середня результативність на рівні 0,47 голу за гру).
Помер 6 січня 1995 року на 61-му році життя.

## Виступи за збірну
13 листопада 1955 року грою проти збірної Чехословаччини дебютував в офіційних матчах у складі національної збірної Болгарії.
У складі збірної був учасником  футбольних турнірів на Олімпійських іграх 1956 року у Мельбурні, де команда здобула бронзові нагороди, а також на Олімпійських іграх 1960 року у Римі. На першій з цих Олімпіад відзначився двома голами у грі за третє місце, а на другій став автором трьох із сьоми голів болгар на груповому етапі, який вони не змогли подолати.
1962 року був учасником тогорічного чемпіонату світу у Чилі. На мундіалі взяв участь лише у першій грі групового етапу, програній 0:1 збірній Аргентини.
Загалом протягом кар'єри у національній команді, яка тривала 11 років, провів у формі головної команди країни 55 матчів, забивши 16 голів.

## Титули і досягнення

### Командні
- Чемпіон Болгарії (1):

«Левскі»: 1962/63
- Бронзовий олімпійський призер: 1956

### Особисті
- Найкращий бомбардир чемпіонату Болгарії (3): 1955, 1961/62, 1962/63